# Dècada del 1090

## Esdeveniments
- Creació de la Secta dels assassins
- Predicació de les croades
- Segon Comtat de Portugal

## Personatges destacats
- Al-Gazzali
- Ermengol IV d'Urgell
- Rodrigo Díaz de Vivar
- Anselm de Canterbury
- Jofré de Bouillon